# SN 2006kg
SN 2006kg – supernowa typu II? odkryta 11 września 2006 roku w galaktyce A010416+0046. W momencie odkrycia miała maksymalną jasność 20,20m.